# René-Lucien Picandet
René Lucien Picandet, né le 14 décembre 1931 à Durdat-Larequille (Allier) et mort le 20 octobre 1997 à Aubière (Puy-de-Dôme), est un prélat catholique français, il fut le 122e évêque d'Orléans.

## Biographie
René Picandet fit ses études secondaires à Commentry et à Montluçon. Après des études de mathématiques, il fut élève au séminaire des Carmes à Paris en 1953 où il obtint une licence de théologie. Il devint docteur en théologie à Rome.
Il est évêque d'Orléans de 1981 à 1997.
Il est réélu en 1994 lors de l'assemblée plénière de la conférence des évêques de France, comme membre de son conseil permanent.